# Tirreno-Adriatico 2025
De Tirreno-Adriatico 2025 was de 60e editie van deze Italiaanse etappekoers. De wedstrijd maakte deel uit van de UCI World Tour 2025. Titelhouder was de Deen Jonas Vingegaard die dit jaar niet deelnam omdat hij koos voor Parijs-Nice. Opvolger van Vingegaard werd de Spanjaard Juan Ayuso, die tevens de zesde etappe won.

## Deelnemende ploegen
Er deden vierentwintig ploegen mee, waarvan achttien UCI World Tour-ploegen en zes ProContinentale teams. Elke ploeg had zeven renners. Het peloton bestond daarmee uit 168 renners.

## Etappe-overzicht
| Etappe | Datum    | Start - Finish                                  | Afstand | Type                | Winnaar          | Klassementsleider |
| ------ | -------- | ----------------------------------------------- | ------- | ------------------- | ---------------- | ----------------- |
| 1e     | 10 maart | Lido di Camaiore – Lido di Camaiore             | 11,5 km | Individuele tijdrit | Filippo Ganna    | Filippo Ganna     |
| 2e     | 11 maart | Camaiore – Follonica                            | 192 km  | Heuvelrit           | Jonathan Milan   | Filippo Ganna     |
| 3e     | 12 maart | Follonica - Colfiorito                          | 239 km  | Heuvelrit           | Andrea Vendrame  | Filippo Ganna     |
| 4e     | 13 maart | Norcia – Trasacco                               | 190 km  | Heuvelrit           | Olav Kooij       | Filippo Ganna     |
| 5e     | 14 maart | Ascoli Piceno – Pergola                         | 205 km  | Heuvelrit           | Fredrik Dversnes | Filippo Ganna     |
| 6e     | 15 maart | Cartoceto – Frontignano                         | 163 km  | Bergrit             | Juan Ayuso       | Juan Ayuso        |
| 7e     | 16 maart | Porto Potenza Picena – San Benedetto del Tronto | 147 km  | Vlakke rit          | Jonathan Milan   | Juan Ayuso        |

## Klassementsverloop
| Et.         | Winnaar          | Algemeen klassement · | Puntenklassement · | Bergklassement · | Jongerenklassement · | Ploegenklassement ·   |
| ----------- | ---------------- | --------------------- | ------------------ | ---------------- | -------------------- | --------------------- |
| 1           | Filippo Ganna    | Filippo Ganna         | Filippo Ganna      | niet uitgereikt  | Juan Ayuso           | INEOS Grenadiers      |
| 2           | Jonathan Milan   | Filippo Ganna         | Jonathan Milan     | Davide Bais      | Jonathan Milan       | INEOS Grenadiers      |
| 3           | Andrea Vendrame  | Filippo Ganna         | Jonathan Milan     | Manuele Tarozzi  | Juan Ayuso           | UAE Team Emirates-XRG |
| 4           | Olav Kooij       | Filippo Ganna         | Jonathan Milan     | Manuele Tarozzi  | Juan Ayuso           | UAE Team Emirates-XRG |
| 5           | Fredrik Dversnes | Filippo Ganna         | Jonathan Milan     | Manuele Tarozzi  | Juan Ayuso           | UAE Team Emirates-XRG |
| 6           | Juan Ayuso       | Juan Ayuso            | Tom Pidcock        | Manuele Tarozzi  | Juan Ayuso           | UAE Team Emirates-XRG |
| 7           | Jonathan Milan   | Juan Ayuso            | Jonathan Milan     | Manuele Tarozzi  | Juan Ayuso           | UAE Team Emirates-XRG |
| Eindstanden | Eindstanden      | Juan Ayuso            | Jonathan Milan     | Manuele Tarozzi  | Juan Ayuso           | UAE Team Emirates-XRG |

## Eindklassementen
| Plaats      | Naam                       | Ploeg                    | Tijd      |
| ----------- | -------------------------- | ------------------------ | --------- |
| Blauwe trui | Juan Ayuso                 | UAE Team Emirates-XRG    | 28u41'24" |
| 2           | Filippo Ganna              | INEOS Grenadiers         | + 0'35"   |
| 3           | Antonio Tiberi             | Bahrain Victorious       | + 0'36"   |
| 4           | Derek Gee                  | Israel-Premier Tech      | + 0'42"   |
| 5           | Jai Hindley                | Red Bull-BORA-hansgrohe  | + 0'53"   |
| 6           | Thomas Pidcock             | Q36.5 Pro Cycling Team   | + 0'56"   |
| 7           | Mikel Landa                | Soudal Quick-Step        | + 1'05"   |
| 8           | David de la Cruz           | Q36.5 Pro Cycling Team   | + 1'32"   |
| 9           | Pello Bilbao               | Bahrain Victorious       | z.t.      |
| 10          | Mattia Cattaneo            | Soudal Quick-Step        | + 1'38"   |
| 11          | Tobias Halland Johannessen | Uno-X Mobility           | + 1'46"   |
| 12          | Kévin Vauquelin            | Arkéa-B&B Hotels         | + 1'52"   |
| 13          | Giulio Ciccone             | Lidl-Trek                | + 1'58"   |
| 14          | Simon Yates                | Team Visma\|Lease a Bike | + 2'04"   |
| 15          | Romain Grégoire            | Groupama-FDJ             | + 2'05"   |
| 16          | Adam Yates                 | UAE Team Emirates-XRG    | z.t.      |
| 17          | Davide Piganzoli           | Team Polti VisitMalta    | + 2'11"   |
| 18          | Richard Carapaz            | EF Education-EasyPost    | + 2'26"   |
| 19          | Isaac del Toro             | UAE Team Emirates-XRG    | + 2'33"   |
| 20          | Einer Rubio                | Movistar Team            | z.t.      |
|             |                            |                          |           |
| 44          | Jasper Stuyven             | Lidl-Trek                | + 6'54"   |
| 49          | Gijs Leemreize             | Team Picnic PostNL       | + 10'48"  |

| Ploegenklassement |                          |          |
| Plaats            | Ploeg                    | Tijd     |
|                   | UAE Team Emirates-XRG    | 86u7'15" |
| 2                 | Soudal Quick-Step        | + 4'23"  |
| 3                 | XDS Astana Team          | + 5'21"  |
| 4                 | EF Education-EasyPost    | + 6'20"  |
| 5                 | Bahrain Victorious       | + 6'23"  |
|                   |                          |          |
| 9                 | Team Visma\|Lease a Bike | + 7'03"  |

| Plaats      | Naam            | Ploeg                    | Punten |
| ----------- | --------------- | ------------------------ | ------ |
| Paarse trui | Jonathan Milan  | Lidl-Trek                | 41     |
| 2           | Thomas Pidcock  | Q36.5 Pro Cycling Team   | 28     |
| 3           | Olav Kooij      | Team Visma\|Lease a Bike | 27     |
| 4           | Juan Ayuso      | UAE Team Emirates-XRG    | 24     |
| 5           | Filippo Ganna   | INEOS Grenadiers         | 22     |
|             |                 |                          |        |
| 30          | Xandro Meurisse | Alpecin-Deceuninck       | 5      |

| Plaats      | Naam            | Ploeg                           | Punten |
| ----------- | --------------- | ------------------------------- | ------ |
| Groene trui | Manuele Tarozzi | VF Group-Bardiani CSF-Faizanè   | 32     |
| 2           | Juan Ayuso      | UAE Team Emirates-XRG           | 20     |
| 3           | Thomas Pidcock  | Q36.5 Pro Cycling Team          | 13     |
| 4           | Davide Bais     | Team Polti VisitMalta           | 11     |
| 5           | Richard Carapaz | EF Education-EasyPost           | 10     |
|             |                 |                                 |        |
| 17          | Gijs Leemreize  | Team Picnic PostNL              | 3      |
| 21          | Dries De Bondt  | Decathlon AG2R La Mondiale Team | 3      |

| Plaats     | Naam             | Ploeg                  | Tijd      |
| ---------- | ---------------- | ---------------------- | --------- |
| Witte trui | Juan Ayuso       | UAE Team Emirates-XRG  | 28u41'24" |
| 2          | Antonio Tiberi   | Bahrain Victorious     | + 0'36"   |
| 3          | Kévin Vauquelin  | Arkéa-B&B Hotels       | + 1'52"   |
| 4          | Romain Grégoire  | Groupama-FDJ           | + 2'05"   |
| 5          | Davide Piganzoli | Team Polti VisitMalta  | + 2'11"   |
|            |                  |                        |           |
| 12         | Rick Pluimers    | Tudor Pro Cycling Team | + 17'28"  |

1966 · 1967 · 1968 · 1969 · 1970 · 1971 · 1972 · 1973 · 1974 · 1975 · 1976 · 1977 · 1978 · 1979 · 1980 · 1981 · 1982 · 1983 · 1984 · 1985 · 1986 · 1987 · 1988 · 1989 · 1990 · 1991 · 1992 · 1993 · 1994 · 1995 · 1996 · 1997 · 1998 · 1999 · 2000 · 2001 · 2002 · 2003 · 2004 · 2005 · 2006 · 2007 · 2008 · 2009 · 2010 · 2011 · 2012 · 2013 · 2014 · 2015 · 2016 · 2017 · 2018 · 2019 · 2020 · 2021 · 2022 · 2023 · 2024· 2025
Tour Down Under ·
Great Ocean Road Race ·
Ronde van de Verenigde Arabische Emiraten ·
Omloop Het Nieuwsblad ·
Strade Bianche ·
Parijs-Nice · 
Tirreno-Adriatico · 
Milaan-San Remo ·
Ronde van Catalonië ·
Classic Brugge-De Panne ·
E3 Saxo Classic ·
Gent-Wevelgem ·
Dwars door Vlaanderen ·
Ronde van Vlaanderen ·
Ronde van het Baskenland ·
Parijs-Roubaix ·
Amstel Gold Race ·
Waalse Pijl ·
Luik-Bastenaken-Luik ·
Ronde van Romandië ·
Eschborn-Frankfurt ·
Ronde van Italië ·
Critérium du Dauphiné ·
Ronde van Zwitserland ·
Copenhagen Sprint · 
Ronde van Frankrijk ·
Clásica San Sebastián ·
Ronde van Polen ·
BEMER Cyclassics ·
Renewi Tour ·
Ronde van Spanje ·
Bretagne Classic ·
GP van Quebec ·
GP van Montreal ·
Ronde van Lombardije ·
Ronde van Guangxi